# نقاط کوانتومی کربن

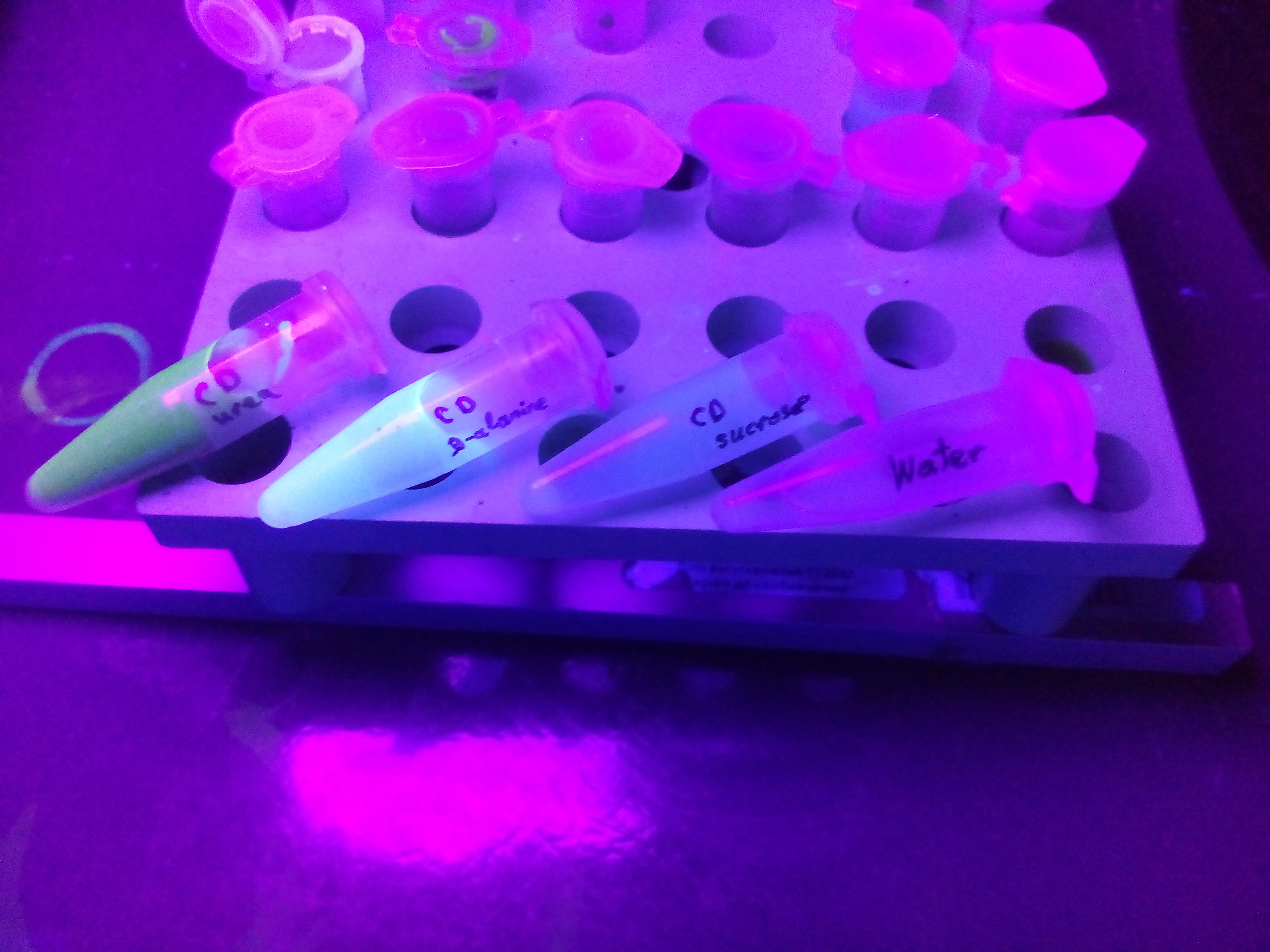
نقاط کربن تهیه شده از پیش سازهای مختلف: اوره، آلانین و ساکارز (ساخته شده توسط پالیینکو کنستانتین)

نقاط کوانتومی کربن (CQDها، سی دات یا CDها) نانوذرات کربنی کوچک (اندازه کمتر از ۱۰ نانومتر) با نوعی غیرفعال‌سازی سطحی هستند.

## تاریخه
CQD برای اولین بار در سال ۲۰۰۴ به‌طور تصادفی در خالص سازی نانولوله‌های کربنی تک جداره توسط Xu و همکاران کشف شد. این کشف مطالعات گسترده‌ای را برای بهره‌برداری از ویژگی‌های فلورسانس CQD ایجاد کرد. پیشرفت زیادی در سنتز، خصوصیات و کاربردهای CQD حاصل شده‌است.

## کاربرد

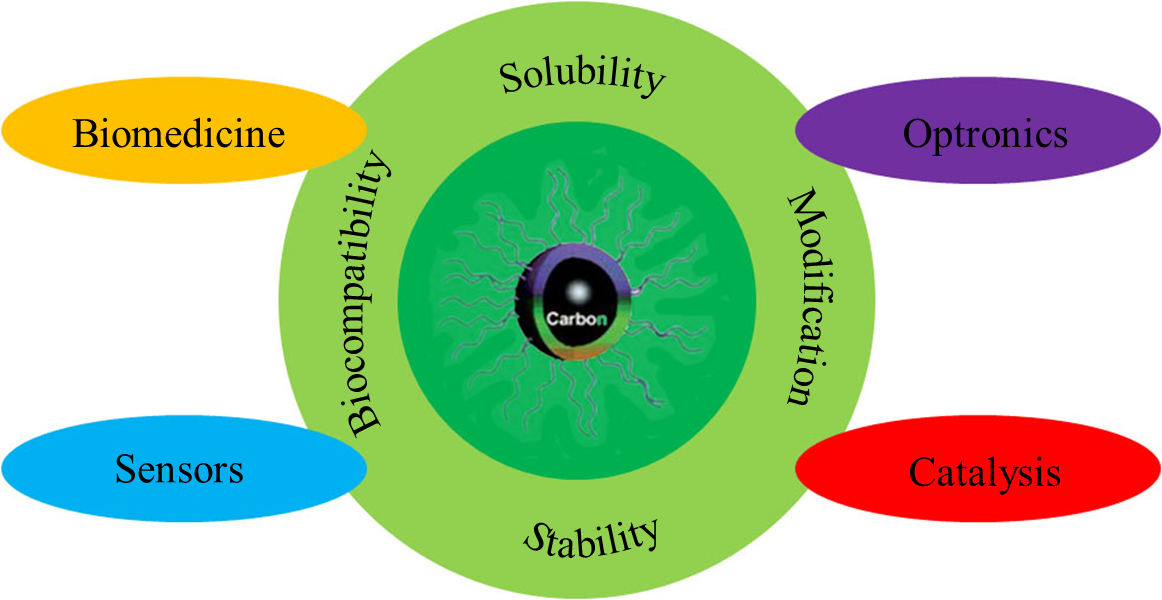
CQDها با خواص منحصر به فرد پتانسیل زیادی در پزشکی، الکترونیک، آنالیز و سنسورها دارند

داشتن خصوصیات برتر مانند سمیت کم و سازگاری زیستی خوب، مواد CQD را برای استفاده در تصویربرداری زیستی، حسگر زیستی و دارورسانی، مواد مطلوبی می‌کند. بر اساس ویژگی‌های نوری و الکترونیکی بسیار عالی، CQDها همچنین می‌توانند در تجزیه، حسگرها و الکترونیک کاربردهایی پیدا کنند.